# Gorian: Odkaz hvězdných mečů
Gorian: Odkaz hvězdných mečů (německy Gorian: Das Vermächtnis der Klingen) je kniha od Alfreda Bekkera vydaná v roce 2011. Hlavním hrdinou je mladý čaroděj Gorian.

## Obsah
Pán mrazivé pevnosti Morygor nelítostně posouvá hranice své zlověstné a kruté ledové říše. Jeho vláda nad celým světem se zdá být jistou budoucností, kterou mohou zvrátit jen dva kouzelné meče v rukou Goriana. Mladému čaroději je totiž v čarách osudu předurčeno, aby se Morygorovi postavil a zkusil jej zastavit. Na své cestě za ztracenými meči, Astrokordem a Stínomorem, které ukul jeho otec, jej doprovází gnóm Beliak, spolužák z řádové školy Torbas, budoucí léčitelka Sheera, mistr meče a magie Thondaril a kamenný démon, Gargoyle Ar-Don. Tato zvláštní družina hrdinů musí společně čelit nemrtvým mrazivým válečníkům, bohům mrazu, hadím lidem, Baziliškům, leviatanům a dalším prapodivným stvořením ve světě, kde všem zbývá jediná jistota - nepřítel je stále silnější!